# Contea di Lincoln (Virginia Occidentale)
La contea di Lincoln ( in inglese Lincoln County ) è una contea dello Stato della Virginia Occidentale, negli Stati Uniti. La popolazione al censimento del 2000 era di 22 108 abitanti. Il capoluogo di contea è Hamlin.